# Statue de Louis XIV (Caen)
Vous lisez un « bon article » labellisé en 2025.
La statue de Louis XIV située à Caen, dans le département du Calvados, en Normandie (France), est une œuvre du sculpteur Louis Petitot qui s'inscrit dans le courant néo-classique. Elle est installée en 1828 afin de montrer la fidélité de la ville au nouveau régime dans le contexte de la Restauration. Elle remplace une précédente statue de Louis XIV, érigée au XVIIe siècle sur la place Royale et détruite pendant la Révolution française.

## Localisation
La statue est située depuis 1961 sur la place Saint-Sauveur, une des principales places du centre-ville ancien de Caen, réaménagée au XVIIIe siècle.
À l'origine, de 1828 à 1884, elle est située sur la place de la République, autre place importante du centre-ville. Cette ancienne place Royale date du XVIIe siècle.
De 1884 à 1961, elle se trouve devant le mur d'enceinte du lycée Malherbe, alors dans l'abbaye aux Hommes ; elle est située place Louis-Gillouard, dans l'axe de la place Fontette à l'avenue Albert-Sorel,.

## Histoire

### Première statue (disparue)

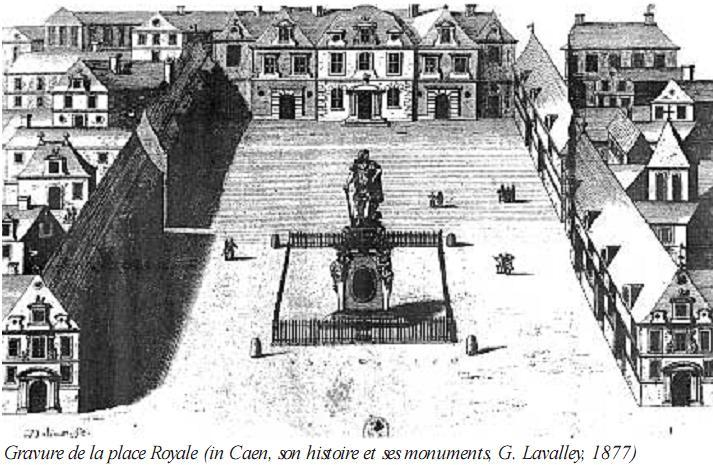
Une évocation de l'ancienne place Royale au XVIIe siècle, peu fidèle à la réalité, mais représentant l'importance de la statue dans l'architecture ordonnancée.

Dans les années 1630, la municipalité de Caen lance une importante opération d'urbanisme consistant à aménager une grande place carrée entourée de maisons construites en pierre de taille sur un alignement déterminé, typique de l'architecture ordonnancée. Encouragée par Antoine Barrillon de Morangis, intendant de la généralité de Caen, la municipalité décide les 4 et 9 novembre 1684 de construire une statue de Louis XIV au centre de cette nouvelle place, dite place Royale (actuelle place de la République).
Jean Postel commence une statue en pierre pour la ville de Rouen. Mais le donateur qui doit financer la statue meurt. Jean Regnault de Segrais, échevin de Caen, achète alors la statue.
La statue est inaugurée le 5 septembre 1685, jour de l'anniversaire du roi. Cette inauguration est l'occasion de grandes festivités solennelles.
Nous ne possédons pas de représentation de cette statue mais seulement une description dans une brochure de 1685. Haute de huit pieds (environ 2,64 mètres), elle reposait sur un piédestal de douze pieds de haut (environ 3,96 mètres). Le roi est représenté debout, le bras tendu dans un geste de commandement. Autour du piédestal, quatre figures tiennent les armes et la devise du monarque, mêlées à divers trophées (à l'image du tropaion antique). Des inscriptions en français et en latin sont gravées en lettres d'or sur quatre tables de marbre noir.
Les quatre inscriptions sont les suivantes :
- sur la première face, un madrigal en français de Segrais :

« A cette auguste Majesté,

A cette héroïque fierté,

Reconnaissez, races futures,

Louis, Roy juste et conquérant.

L'histoire vous dira par quelle aventure

Il mérita le nom de Grand. »

- sur la seconde face, à droite, un distique anonyme en latin :

« Magnus Cæsareæ Lodoix jure imperat urbi.

Fortuna, factis, pectore Cæsar adest. »
« Louis le Grand règne légitimement sur la ville de César. Par la Fortune, par ses actes, César est présent en son cœur. »
- sur la troisième face, à gauche, un épigramme en latin de M. de la Molle, lieutenant général à Caen :

« Civis opus, Patriusque lapis stat regia Magni

Principis effigies : publica cura fuit.

Sic memori saxo, Lodoix, tua credimus ora,

Duret ut æternum conditus Urbis amor. »
« Œuvre citoyenne et pierre ancestrale, l’effigie royale d’un Grand Prince se dresse [devant nous] : elle a été un souci public. Ainsi, avec cette pierre souvenir, Louis, nous croyons voir tes traits. Que l’amour de la ville ainsi fondé dure éternellement. »
- sur la quatrième, une « inscription à l'antique » en latin de Charles de Ferrare du Tot[5], conseiller au Parlement de Normandie :

« LUDOVICO

TRIUMPHATIS HOSTIBUS, AUCTO IMPERIO

PACATO ORBE, VECTIGALIBUS REMISSIS,

PIO, FELICI,SEMPER AUGUSTO,

REGIS MAXIMI

DEVOTA MERITIS, SECURA VICTORIIS

ÆTERNÆ FIDEI MONUMENTUM,

UNO CORDE, MULTIPLICI NOMINE,

CIVITAS CADOMENSIS

POS. 1685. »
« À Louis,
pieux, heureux, toujours Auguste, roi très grand, les ennemis ayant été vaincus, l’empire agrandi, le monde pacifié, les impôts diminués, la ville de Caen, qui lui est redevable pour ses bienfaits, en sécurité grâce à ses victoire, a placé ce monument à la fidélité éternelle, d’un seul cœur, au nom de tous,
en 1685. »
Sculptée dans une pierre friable, la statue en pierre est très vite endommagée. En 1738, Charles-Gabriel Porée la décrit ainsi comme « défigurée et abîmée, et menacée de devenir bientôt un épouvantail ».
La statue est abattue lors de la Révolution française. Les destructeurs, probablement le club des Jacobins, font une première tentative dans la nuit du 2 au 3 juillet 1791, mais la garde est alertée et finalement seules les inscriptions sur le piédestal sont détruites. Le lendemain, dans la nuit du 3 au 4, la statue elle-même est définitivement renversée,,.

### La création de l'œuvre et son installation sur la place Royale
En 1813, l'idée est lancée d'ériger une statue de François de Malherbe sur la place Malherbe. En 1816, Jean-Joseph Espercieux est pressenti pour cette commande pour laquelle l'État pourrait fournir le marbre. Toutefois, le projet est abandonné et à la place, la municipalité préfère faire ériger une nouvelle statue de Louis XIV pour montrer sa fidélité au nouveau régime dans le contexte de la Restauration. Le projet prend douze ans à être réalisé.
Le 21 décembre 1819, la ville décide officiellement d'élever une nouvelle statue « de proportions colossales » au centre de la place Royale,,. Le 25 avril 1820, une ordonnance royale autorise la construction de la statue,. Jean-Baptiste Philippe Harou est chargé d'établir le devis de la dépense du piédestal. Il dessine un croquis de la future statue. Il estime que Louis XIV doit être représenté « presque nu, vêtu à l'antique d'une robe qui faisait le buste à peu près découvert, la tête couronnée de lauriers, etc. ». La municipalité envisage dans un premier temps de construire la statue en marbre, en espérant se faire financer par l'État, mais décide finalement en 1821 de la réaliser en bronze,, matériel plus adapté au climat normand et moins long à travailler. Le gouvernement accepte finalement de financer le marbre pour le piédestal.
Plusieurs projets sont présentés : Louis Petitot ; James Pradier ; Claude Ramey et François-Joseph Bosio ; Louis Pierre Deseine,. Le fondeur Auguste-Jean-Marie Carbonneaux propose une reproduction de la statue équestre de Louis XIV réalisée par François Joseph Bosio pour la place des Victoires. Ce projet est jugé trop onéreux. La réalisation de la statue et de son piédestal est finalement confiée à Louis Petitot.
En juin 1822, Petitot soumet un dessin et deux esquisses de la statue à l'Académie des beaux-arts. Mais le projet met encore plusieurs années avant de se concrétiser. Ce n'est qu'en 1827 que la statue en bronze est fondue dans les ateliers de Charles Crozatier,.
Le 9 septembre 1827, une première cérémonie est organisée pour le scellement du bloc de marbre formant le couronnement du piédestal en présence de la dauphine de France, Marie-Thérèse de France,. La statue en elle-même est présentée au Salon de 1827,,. L'inauguration officielle de l'ensemble a lieu le 24 avril 1828,, jour du quatorzième anniversaire du retour de Louis XVIII en France. Aucun membre de la famille royale n'est présent. Pour l'occasion, une médaille est commandée à Louis-Michel Petit, et Alphonse Le Flaguais rédige une ode. Trois exemplaires en or sont offerts au roi, au dauphin et à la dauphine. Soixante sont frappées en argent et trois cents en bronze. L'œuvre est appréciée du pouvoir royal et elle a très probablement contribué à ce que Louis Petitot et Charles Crozatier reçoivent conjointement la Légion d'honneur en avril 1828.
La statue est entourée à partir de 1829 d'une grille tantôt peinte, tantôt dorée,.
Lors des Trois Glorieuses en juillet 1830, l'œuvre, chargée de symboles monarchiques, est menacée. Mais finalement seules sont supprimées les fleurs de lys qui ornaient la statue.

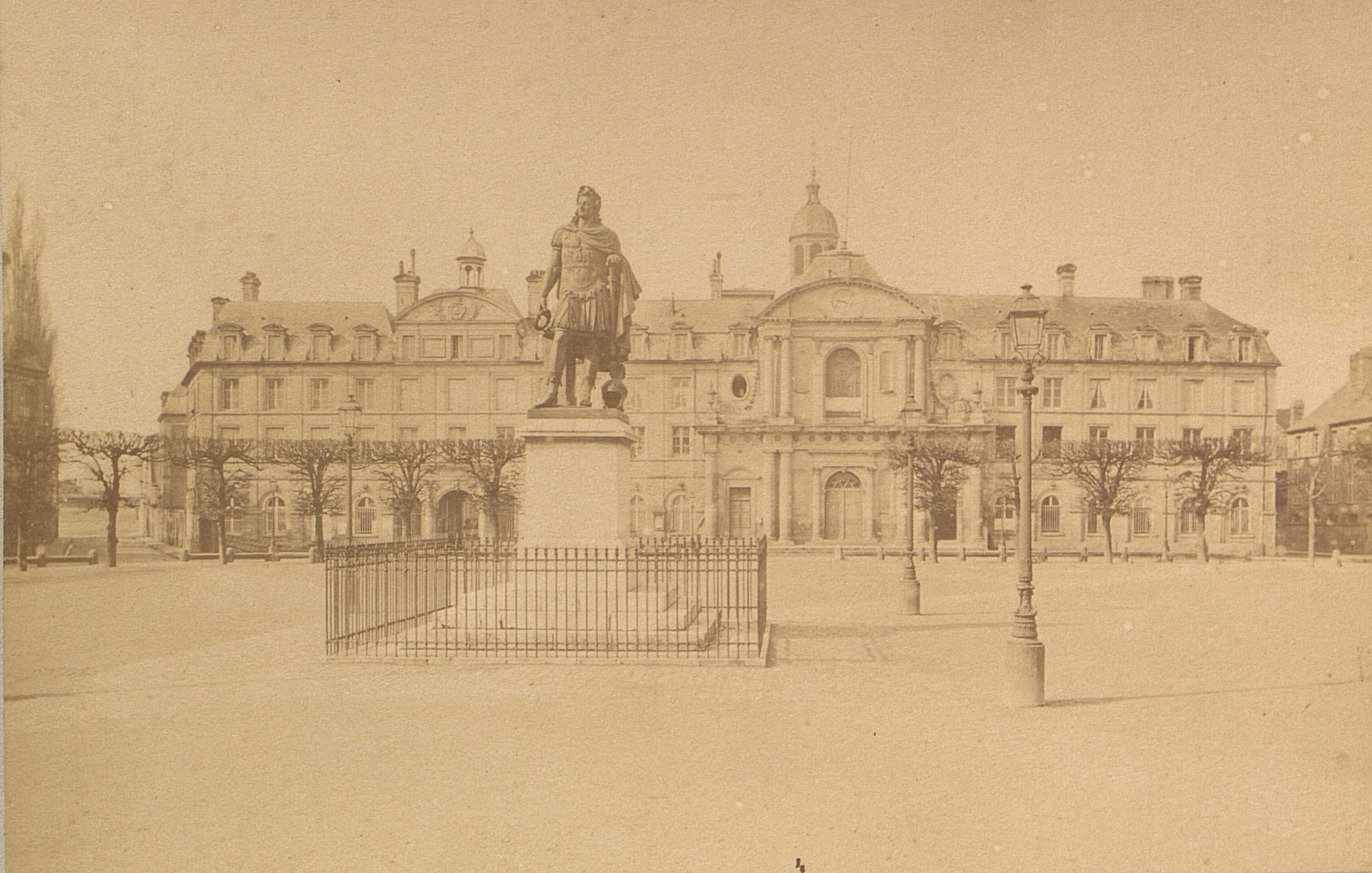
La statue en 1870, avec l'ancien séminaire des Eudistes en arrière-plan.
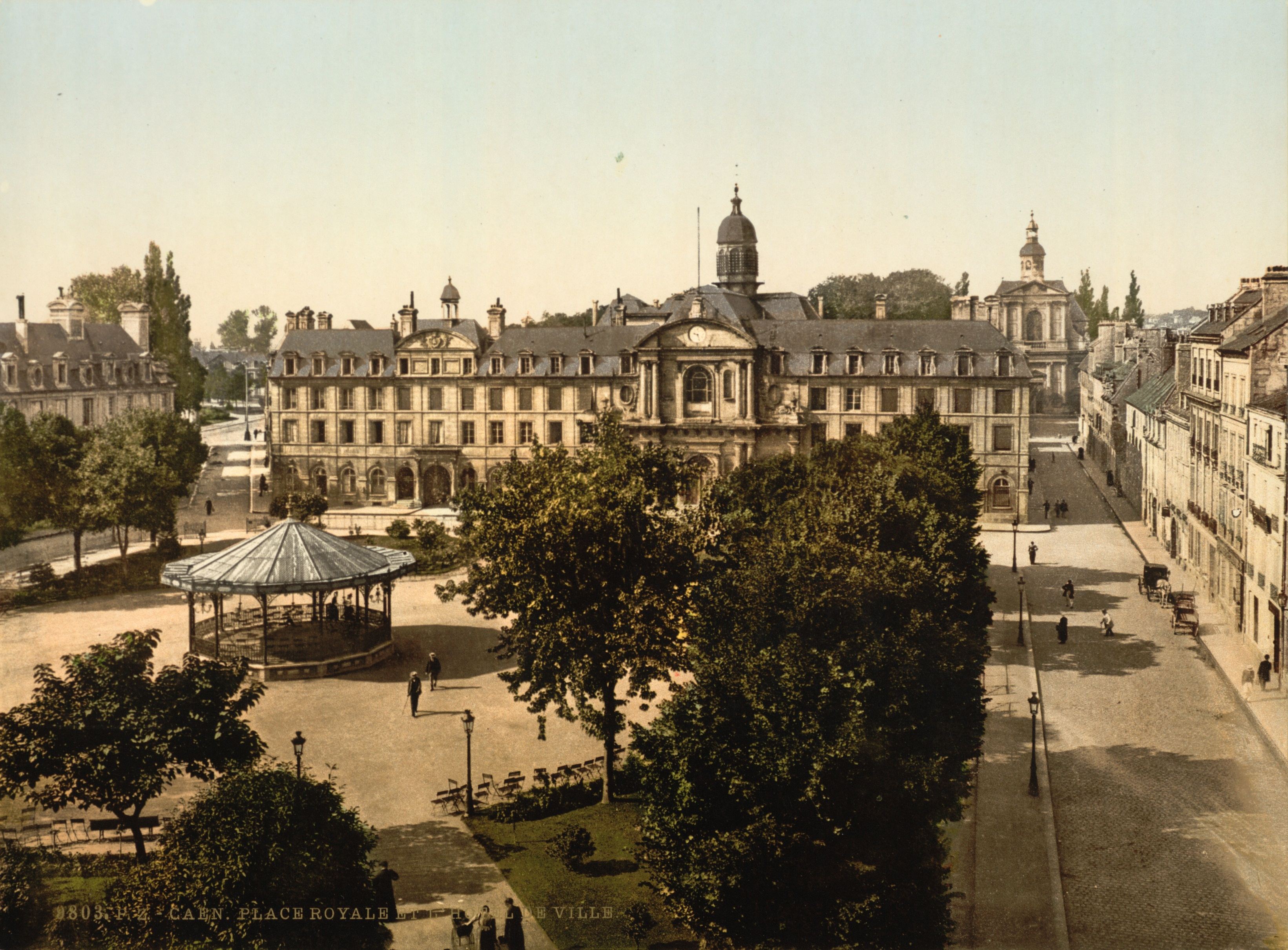
La place après son aménagement en square dans les années 1880 et le remplacement de la statue par un kiosque à musique.

### La statue devant le lycée Malherbe (ancienne abbaye aux Hommes)
Le 18 août 1882, le maire républicain de Caen, Albert Mériel, décide de faire déplacer la statue devant l'ancienne abbaye aux Hommes (alors occupée par le lycée Malherbe),. Ce transfert a pour but de permettre l'aménagement en square de la place, rebaptisée à la même occasion place de la République, mais également d'effacer le souvenir de toutes « les oppressions et des tyrannies » imputées à la monarchie. Le projet provoque un scandale qui dépasse les limites de la capitale bas-normande ; la presse parisienne s'en fait les échos et même The Times participe à la polémique. Les travaux sur la place ont lieu du 18 au 21 septembre 1882. La statue est un temps déposée dans la cour du palais Fontette, avant d'être placée sur son piédestal, place du Parc (actuelle place Louis-Guillouard), le 10 octobre suivant.
Lors de l'Occupation, les forces allemandes exigent en juillet 1941 la mobilisation des métaux non ferreux. La loi du 11 octobre 1941 relative à l'enlèvement des statues et monuments métalliques en vue de la refonte prévoit que « sera procédé à l'enlèvement des statues et monuments en alliage cuivreux sis dans les lieux publics et dans les lieux administratifs, qui ne présentent pas un intérêt artistique ou historique »,. Son déboulonnage en vue de sa fonte est donc envisagé sous le régime de Vichy. Cependant, l'œuvre est conservée, non pour son caractère artistique, jugé faible par la commission d'examen, mais pour son intérêt historique,.

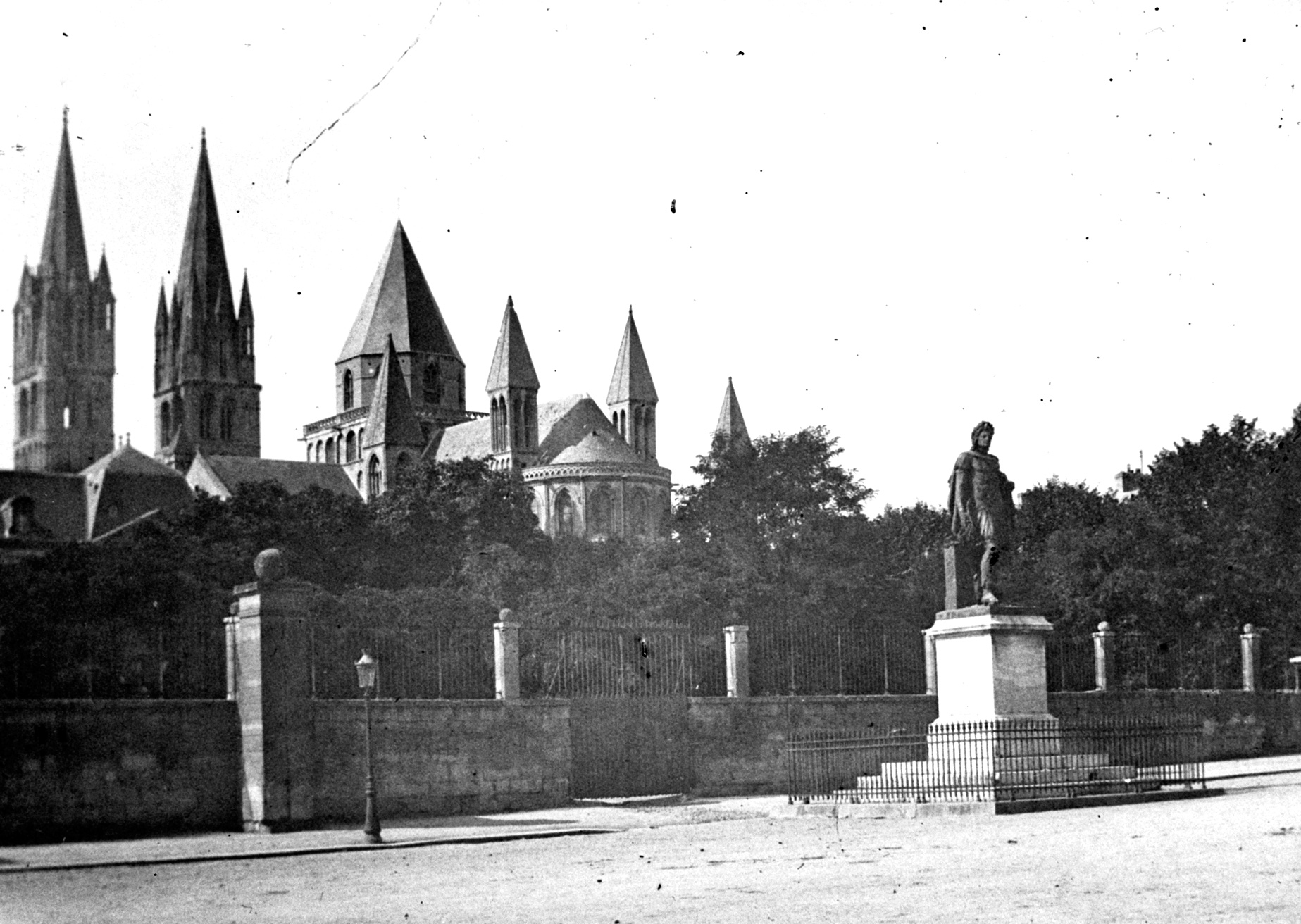
La statue en 1890 devant l'ancienne abbaye aux Hommes (lycée Malherbe).
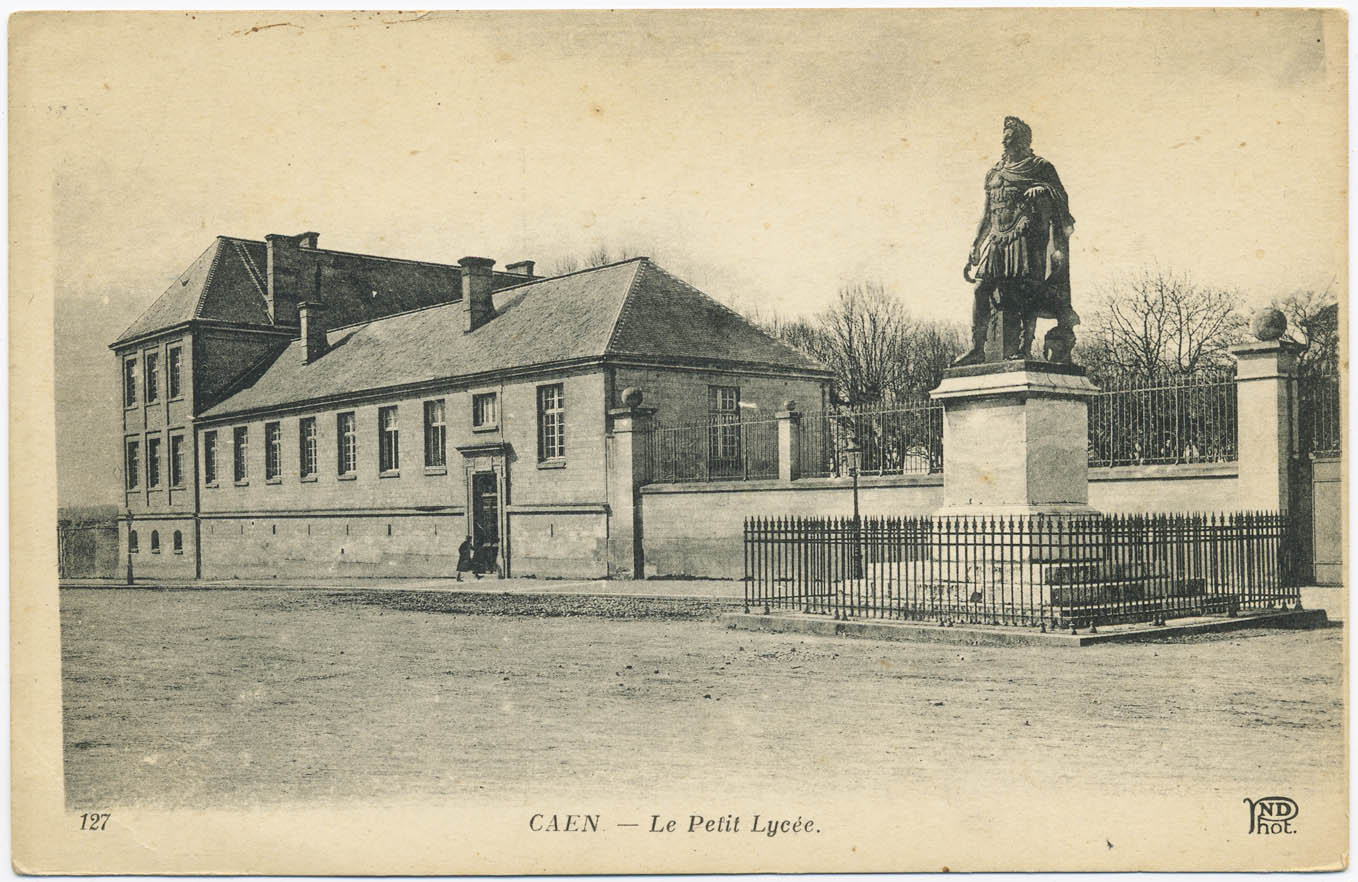
La statue en 1919, avec en arrière-plan le petit lycée.
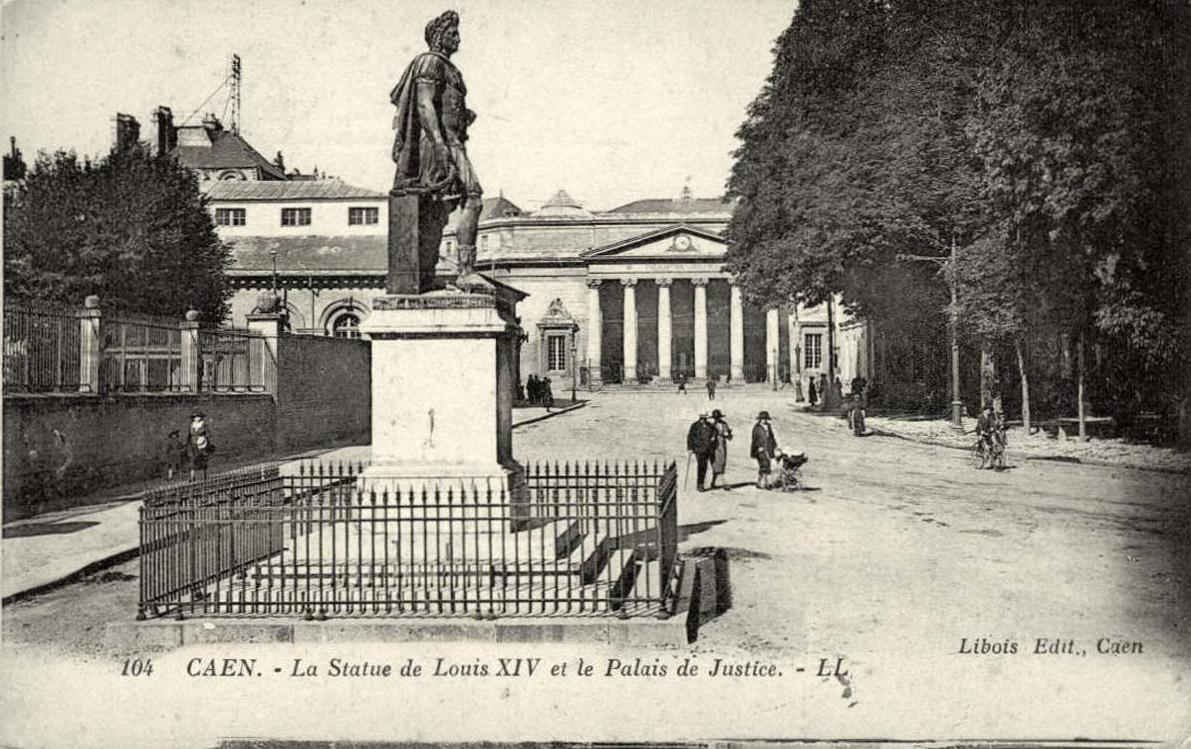
La statue avec en arrière-plan le palais de justice.

### La statue sur la place Saint-Sauveur
En 1953, la grille entourant le monument, détériorée par un autocar, est supprimée. En septembre 1961, la ville de Caen achète à l'État l'ancienne abbaye aux Hommes afin de la transformer en hôtel de ville. Le projet de restauration prévoit de réaménager la cour de l'ancien lycée en jardin à la française ouvert sur la ville (actuelle esplanade Jean-Marie Louvel). Dans le cadre de ce projet, le mur qui clôture la cour est démoli et la statue de Louis XIV est transférée sur la place Saint-Sauveur, le 2 décembre 1961,. La statue et son piédestal sont installés à l'emplacement d'une statue de François de Malherbe, dressée en 1953 sur le piédestal où se trouvait jusqu'en 1942 la statue de Léonce Élie de Beaumont, réalisée par Louis Rochet en 1875 et déboulonnée sous le régime de Vichy pour être fondue,.

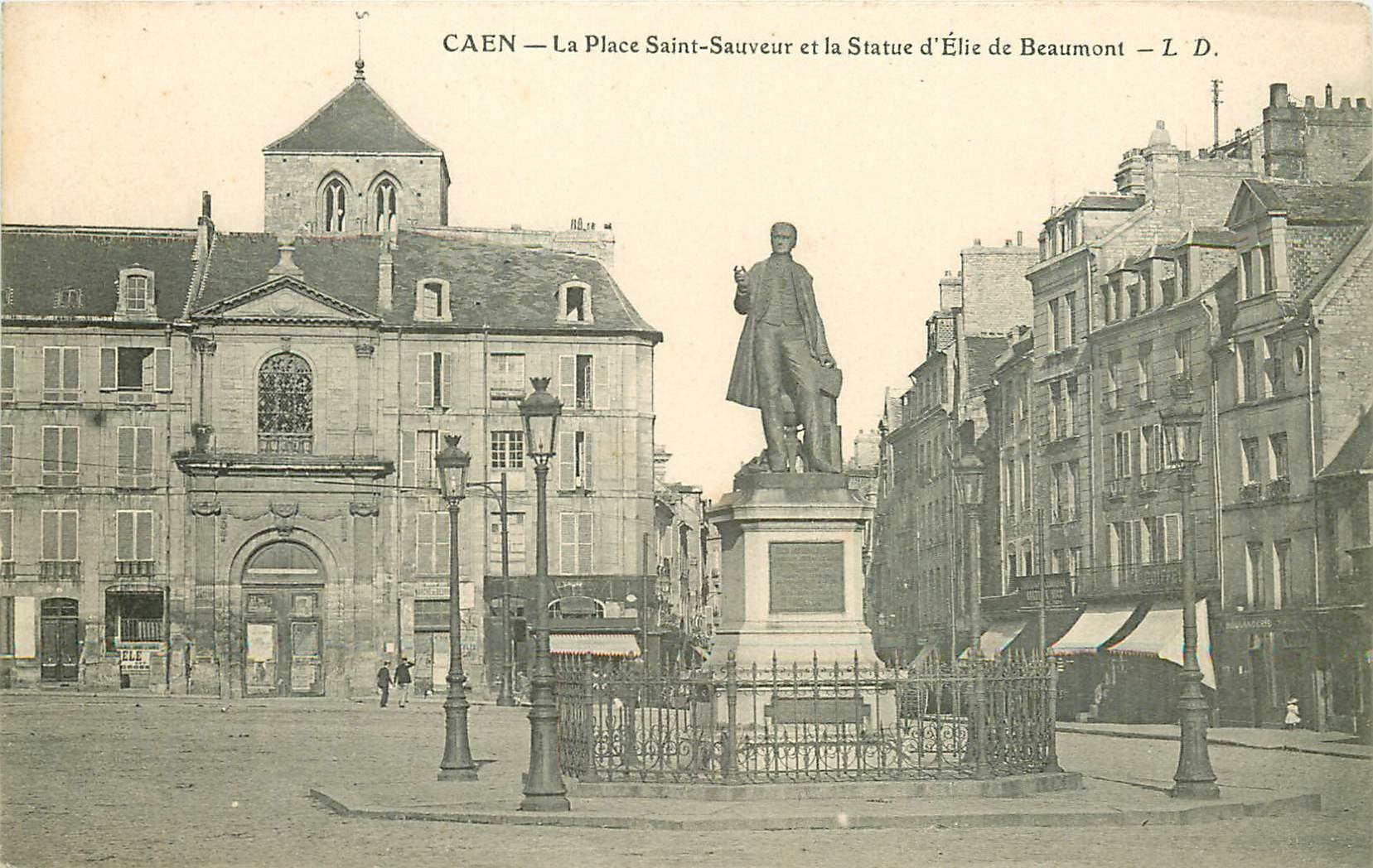
Emplacement de la statue d'Élie de Beaumont avant son retrait en 1942.
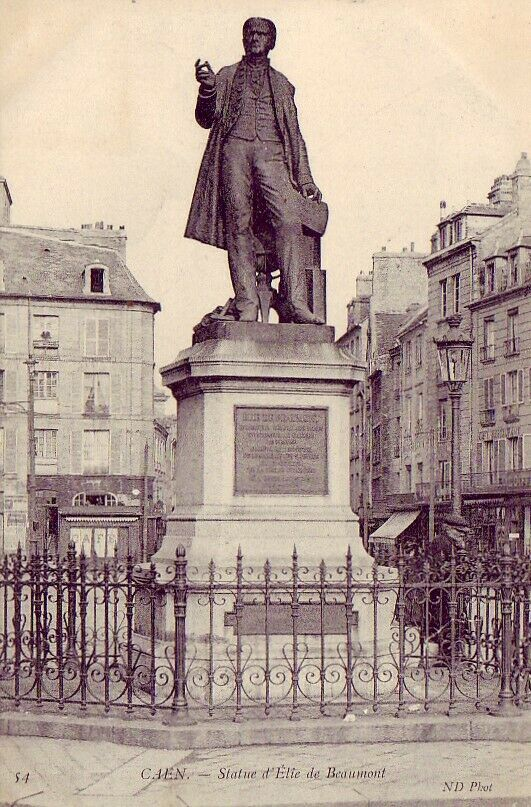
La statue d'Élie de Beaumont.

La statue et son socle sont inscrits au titre des monuments historiques par arrêté du 18 août 2006. Au début des années 2010, la place Saint-Sauveur est réaménagée en vue de sa piétonisation. La statue de Louis XIV est retirée le 26 juillet 2012 pour être restaurée,,. Cette restauration permet de redonner de la lisibilité aux détails iconographiques. La direction régionale des Affaires culturelles envisage un temps de remplacer le piédestal en marbre, pourtant protégé par l'arrêté d'inscription, par un nouveau socle en plexiglas réalisé par un artiste plasticien,. La statue est  finalement replacée le 14 juin 2013 sur son socle d'origine, mais à quelques mètres à l'ouest de son emplacement d'origine. Les trois marches sur lesquels reposaient le piédestal et la statue, qui existaient depuis 1828, sont supprimées.

Avant restauration
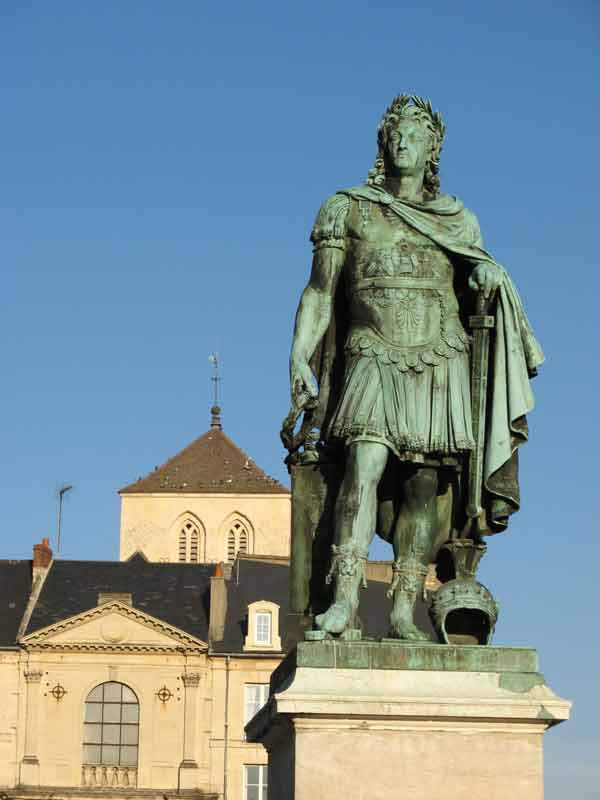
La statue dans les années 2000.
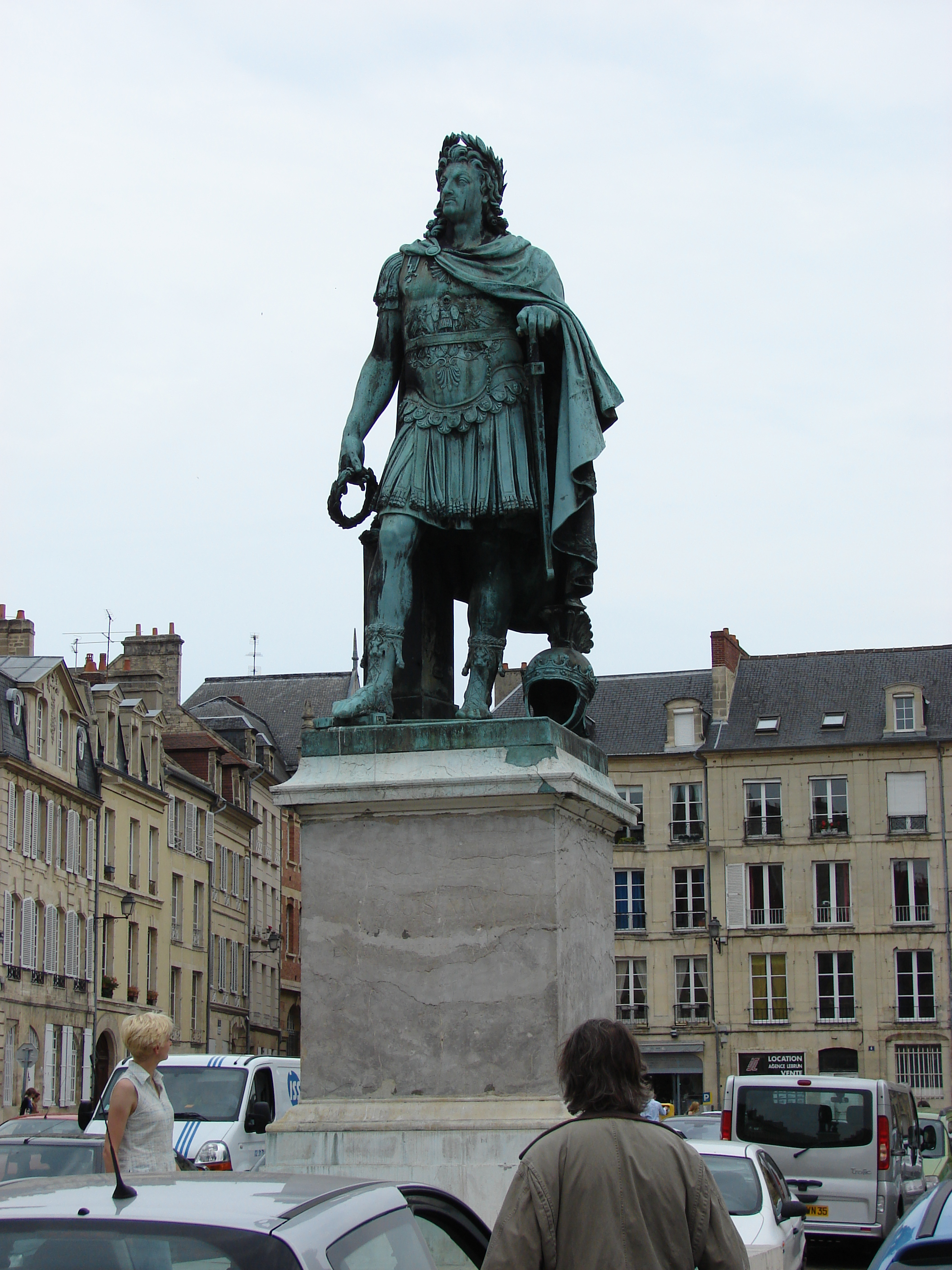
La statue en 2007.
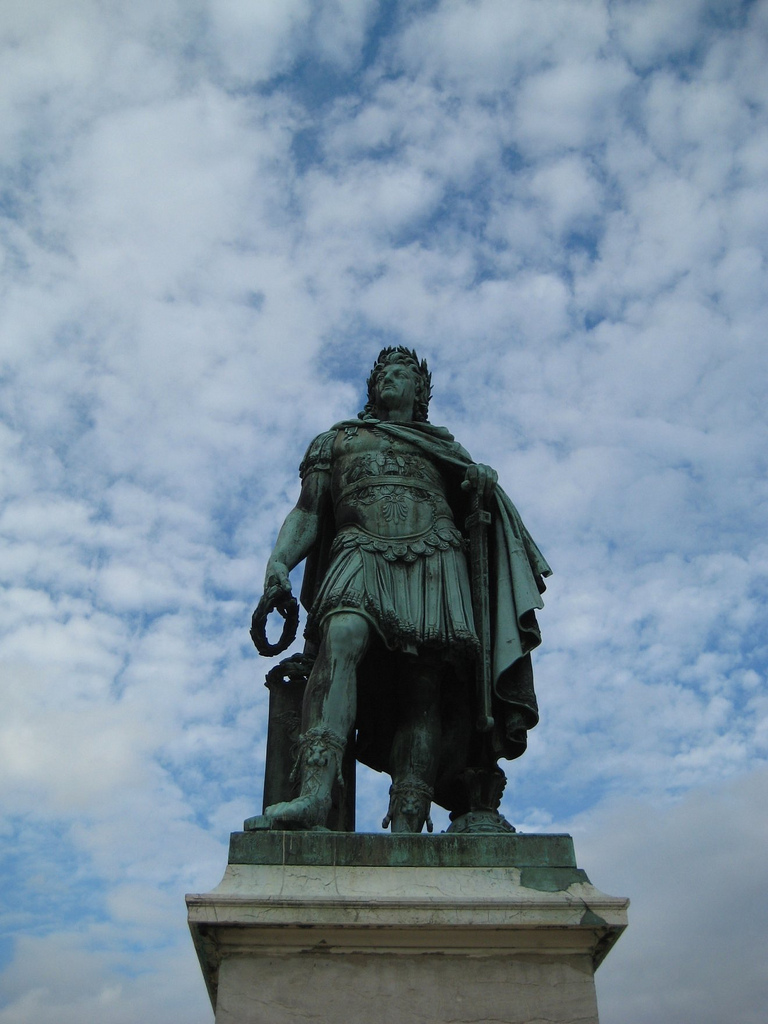
La statue vue en contre-plongée, en 2008.
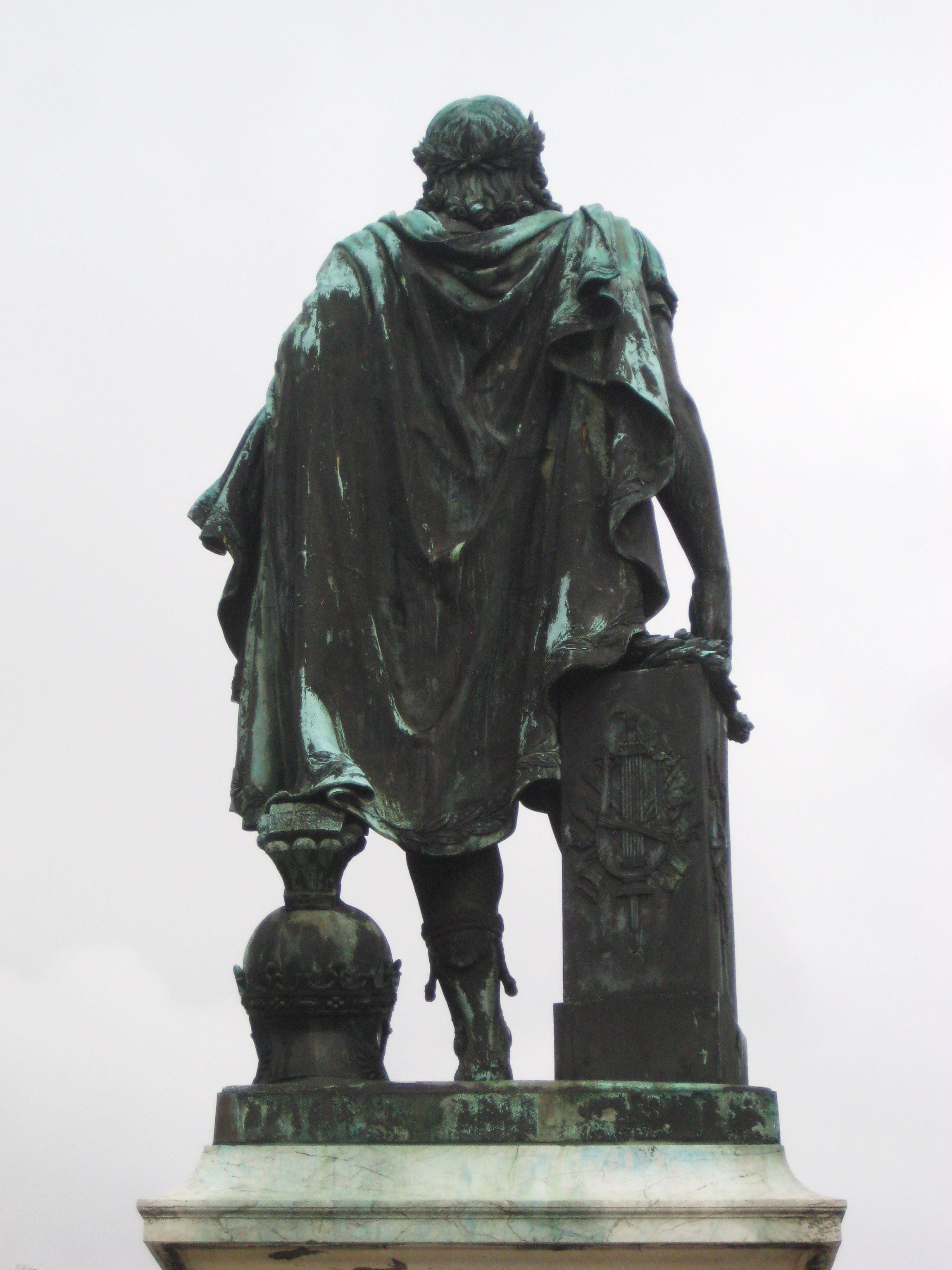
La statue vue de dos, en 2011.

## Protection
Le 18 août 2006, un arrêté inscrit au titre des monuments historiques l'ensemble du monument (la statue et son socle), ainsi que la statue de Bertrand du Guesclin, sur la place Saint-Martin.

## Description
Le monument est une statue en bronze haute de onze pieds (3,65 m ou 3,66 m).
La statue repose sur un piédestal sculpté dans du marbre du Boulonnais. La perte des trois marches en marbre dans les années 2010 a légèrement altéré les proportions de l'œuvre. La signature du sculpteur est gravée sur la plinthe du bronze.
Le roi est présenté en empereur romain imperator, le front ceint d'une couronne triomphale. Il porte une tunique courte et par dessus une cuirasse ornée au niveau du ventre d'un bas-relief dont le motif s'apparente à deux victoires ailées encadrant un trophée dressé avec des armes ennemies. Sur la partie supérieure, au niveau du torse, on peut deviner un motif de soleil, en grande partie masqué par un paludamentum, fixé par une fibule ronde sur l'épaule droite. Il est chaussé de calcei mullei, bottes traditionnelles des sénateurs romains, à haute tige et quadruple laçage. Elles sont décorées de la peau du Lion de Némée et d'un décor de rinceaux, représentatif de l'art classique de l'époque augustéenne. Afin d'équilibrer la composition, Petitot a placé à ses pieds un galea, casque de combat, surmonté d'un cimier en plumes. Jusqu'en 1830, le casque et les festons ornant le bas de la cuirasse étaient décorés de fleurs de lys.
Le roi pose le pied droit sur une épée brisée. Sa main gauche est appuyée sur un glaive, montrant ainsi « qu'il est toujours prêt à le ressaisir ». Sa main droite tient des rameaux de laurier tressés en couronne et, à la droite du monarque, se trouve un cippe sur lequel sont déposées les couronnes de lauriers que le roi distribue. La façade principale du cippe est ornée d'un caducée, alors que sur les autres faces sont figurés des trophées de guerre, de marine et d'arts.
Le roi porte une moustache « à la royale » et sa chevelure, longue et naturelle, repose sur ses épaules, représentant ainsi le roi dans sa jeunesse,.

### Influences
Petitot s'est inspiré de l'Auguste de Prima Porta. Le choix du code vestimentaire et de la symbolique de célébration du retour à la paix place également cette œuvre dans la filiation de la représentation de Louis XIV à l'antique exécutée du vivant du monarque par Antoine Coysevox pour l'hôtel de ville de Paris,. Dix ans plus tard, Louis Petitot réalise pour la cour d'honneur du château de Versailles le cavalier de la statue équestre de Louis XIV, cette fois-ci présenté en tenue du XVIIe siècle.

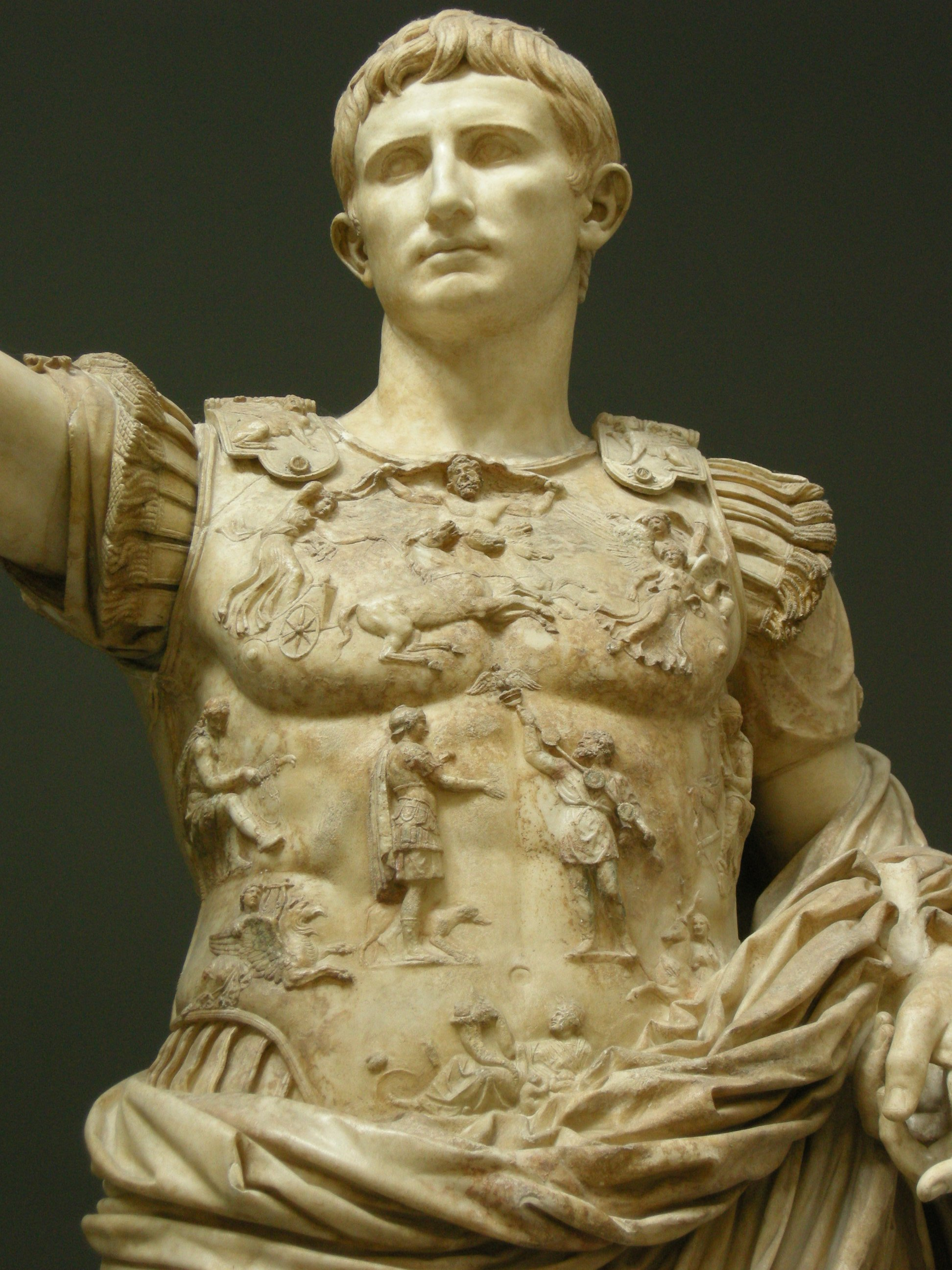
Détail de la cuirasse de l'Auguste de Prima Porta.
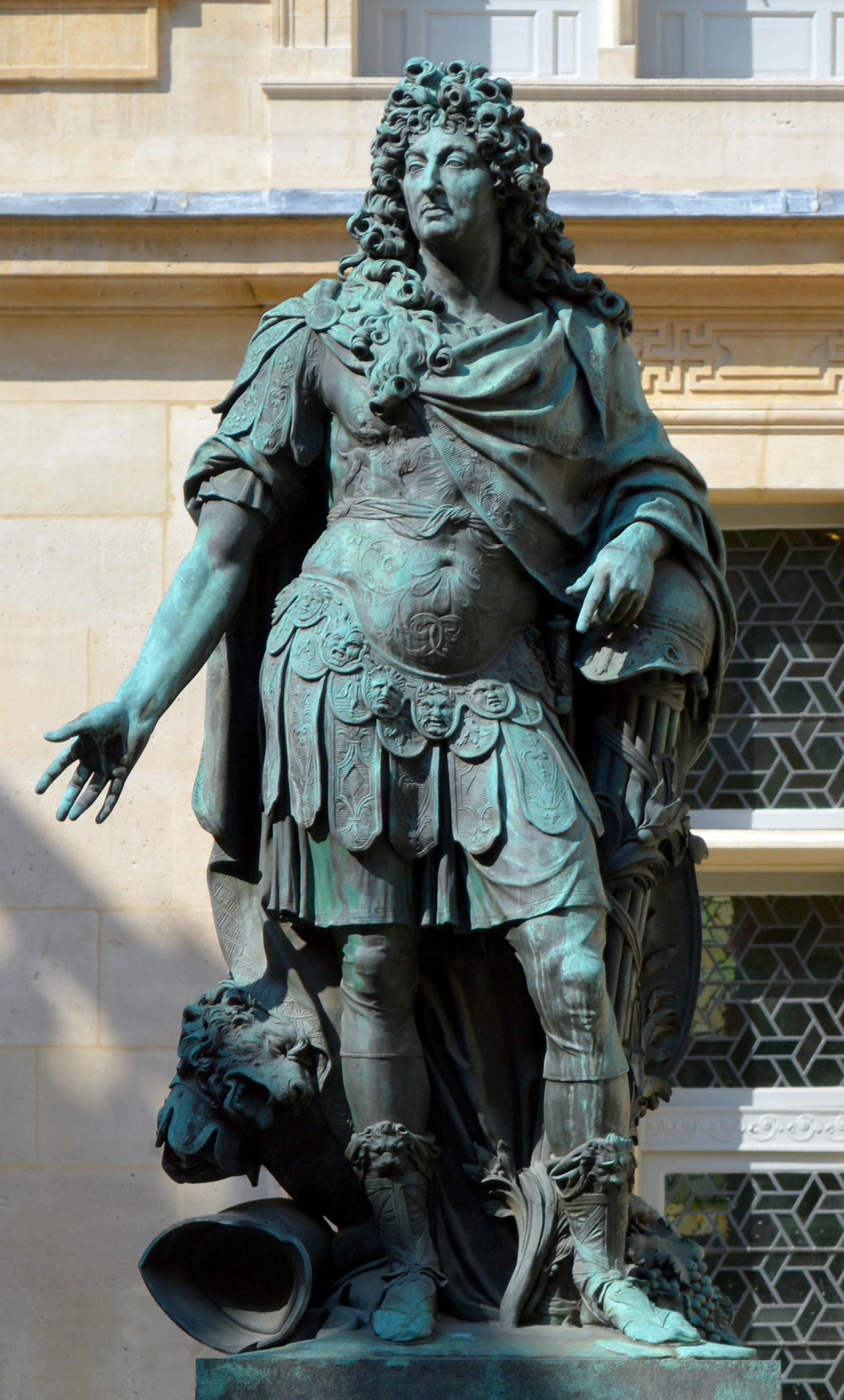
Statue de Louis XIV par Antoine Coysevox.
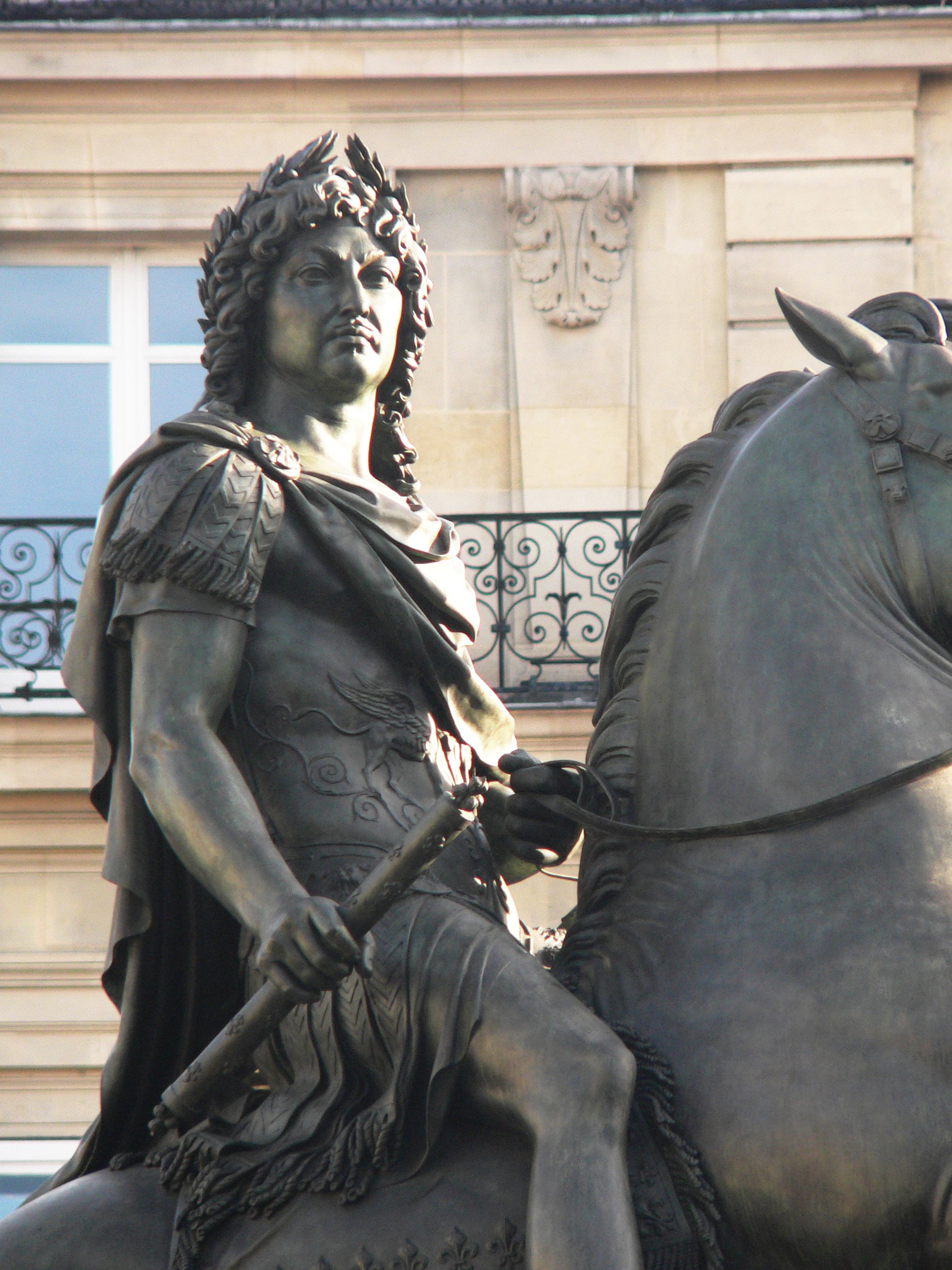
Détail de la statue équestre de Louis XIV de la place des Victoires, par François-Joseph Bosio.
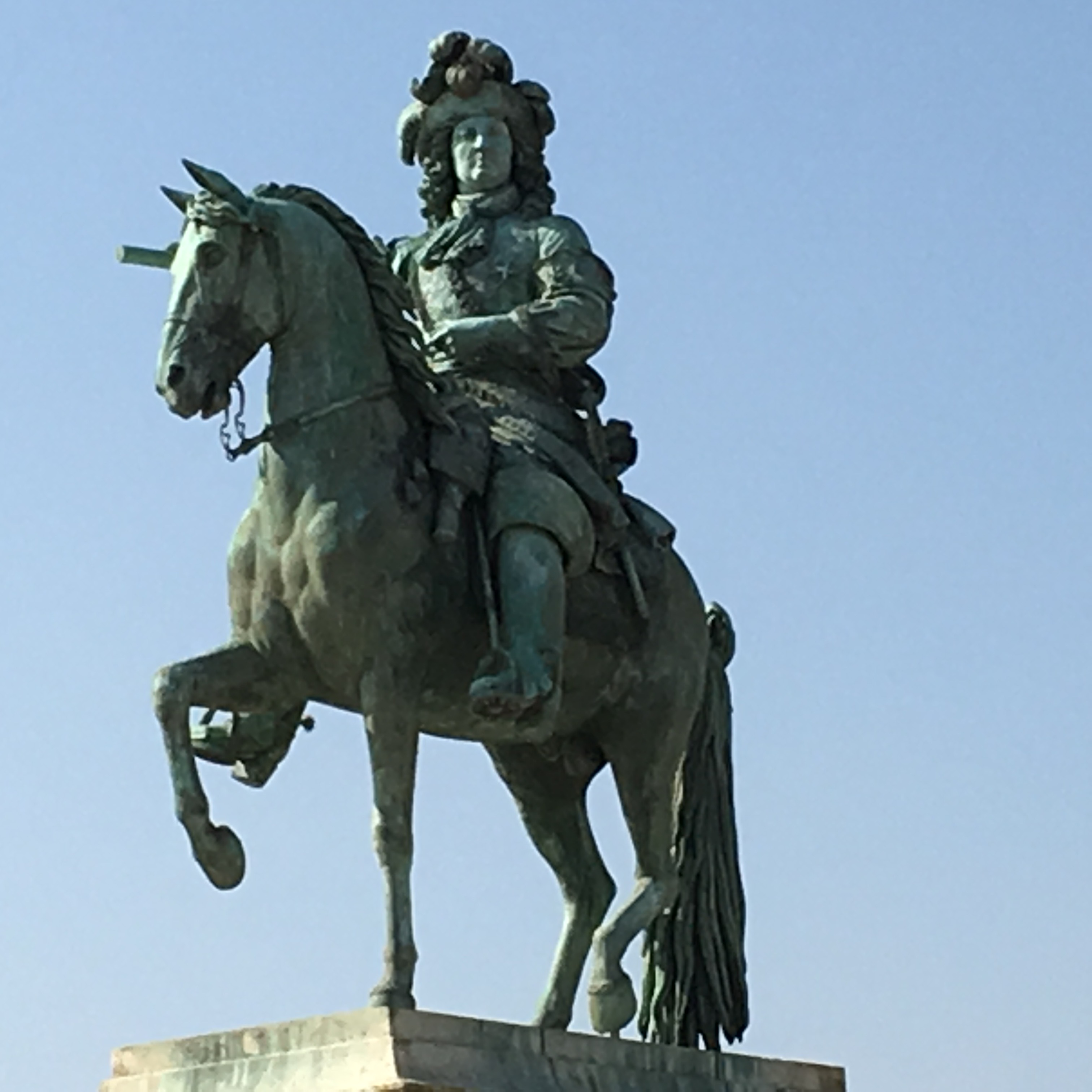
Statue équestre de Louis XIV à Versailles, dont le cavalier est conçu par Louis Petitot.

### Interprétations et accueil critique
Cette idéalisation des traits et la référence appuyée à l'Antiquité inscrivent l'œuvre dans le courant néo-classique,. En mettant en scène la fin des guerres révolutionnaires et impériales, la composition se place également dans l'idéologie de la Restauration. Autant que Louis XIV, est représentée ici la dynastie des Bourbons développant les arts et le commerce dans un pays pacifié. L'œuvre est appréciée du pouvoir royal lors de son installation. En 1822, Antoine Chrysostome Quatremère de Quincy, en tant que secrétaire perpétuel de l'Académie des beaux-arts, décrit l'œuvre en ces termes : « La section de sculpture pense que ce projet offre dans sa composition un parti simple, noble, et tout à la fois riche et varié ; que le caractère de la figure est très conforme à l'idée que l'on se fait généralement de Louis-le-Grand ; que l'ajustement en est heureux ; que le port, l'attitude et les accessoires sont bien d'accord avec l'intention du programme, qui demande que le Roi soit représenté vainqueur et protecteur des arts ; qu'enfin le talent connu de M. Petitot et l'esquisse qu'il présente promettent un ouvrage qui honorera l'époque actuelle et le gouvernement du Roi, digne héritier de Louis-le-Grand ».
Mais « surchargée de sens politique au détriment d'une gestuelle puissante et entraînante », cette œuvre fait l'objet de critiques négatives, qui durent jusqu'au XXe siècle (comme le montre l'avis de la commission de mobilisation des métaux non ferreux en 1941). Paul de Longuemare, dans son étude de 1896 sur les statues de Louis XIV à Caen, déclare ainsi à propos de celle de Petitot : « le bronze caennais, s'il ne manque pas de quelques qualités sculpturales, est bizarre et froid ; le costume du monarque d'un mauvais goût achevé, le geste sans grâce et n'ayant pas la noblesse annoncée, rendent l’œuvre médiocre ».

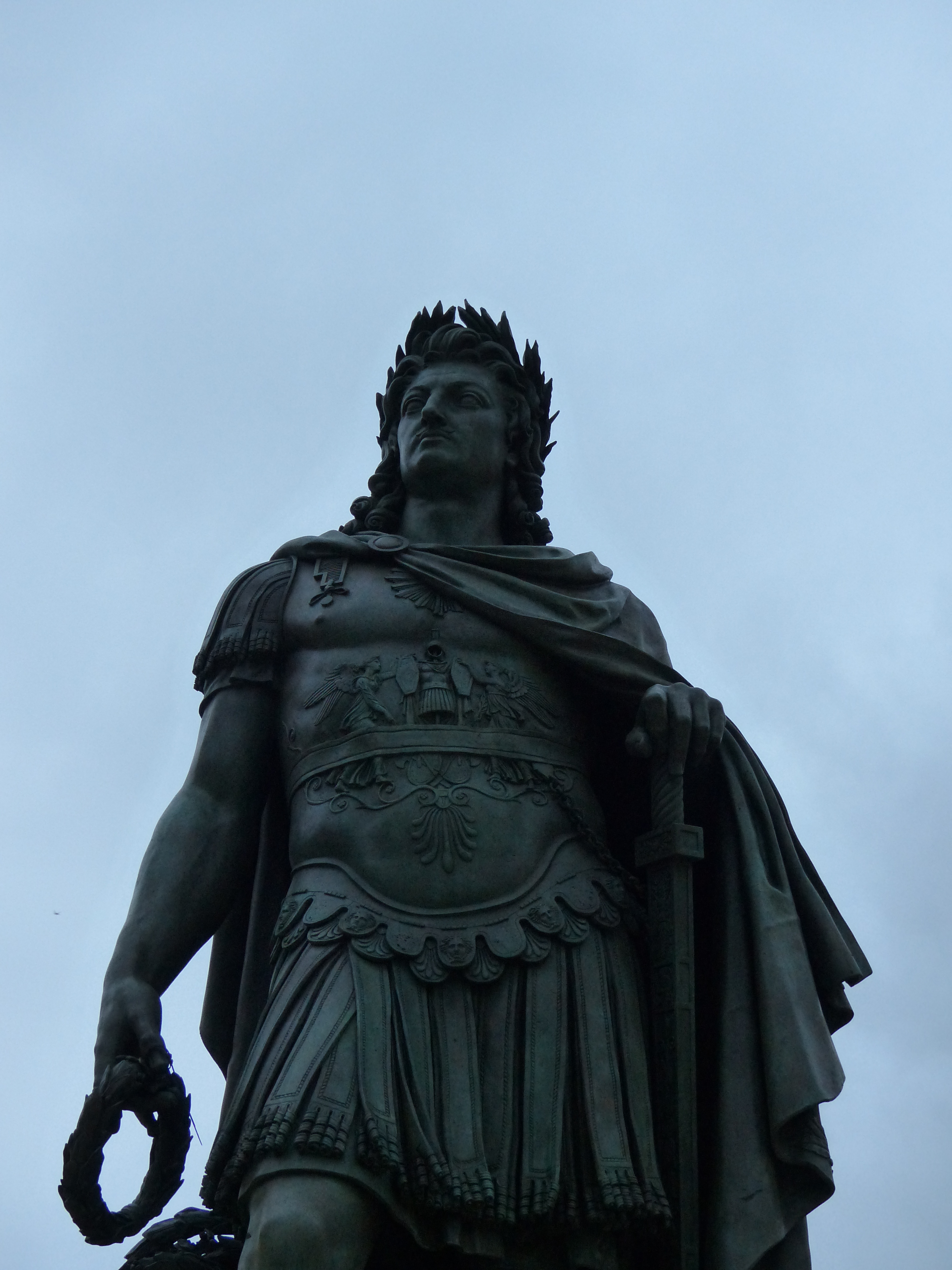
Gros plan de la statue en juin 2013.
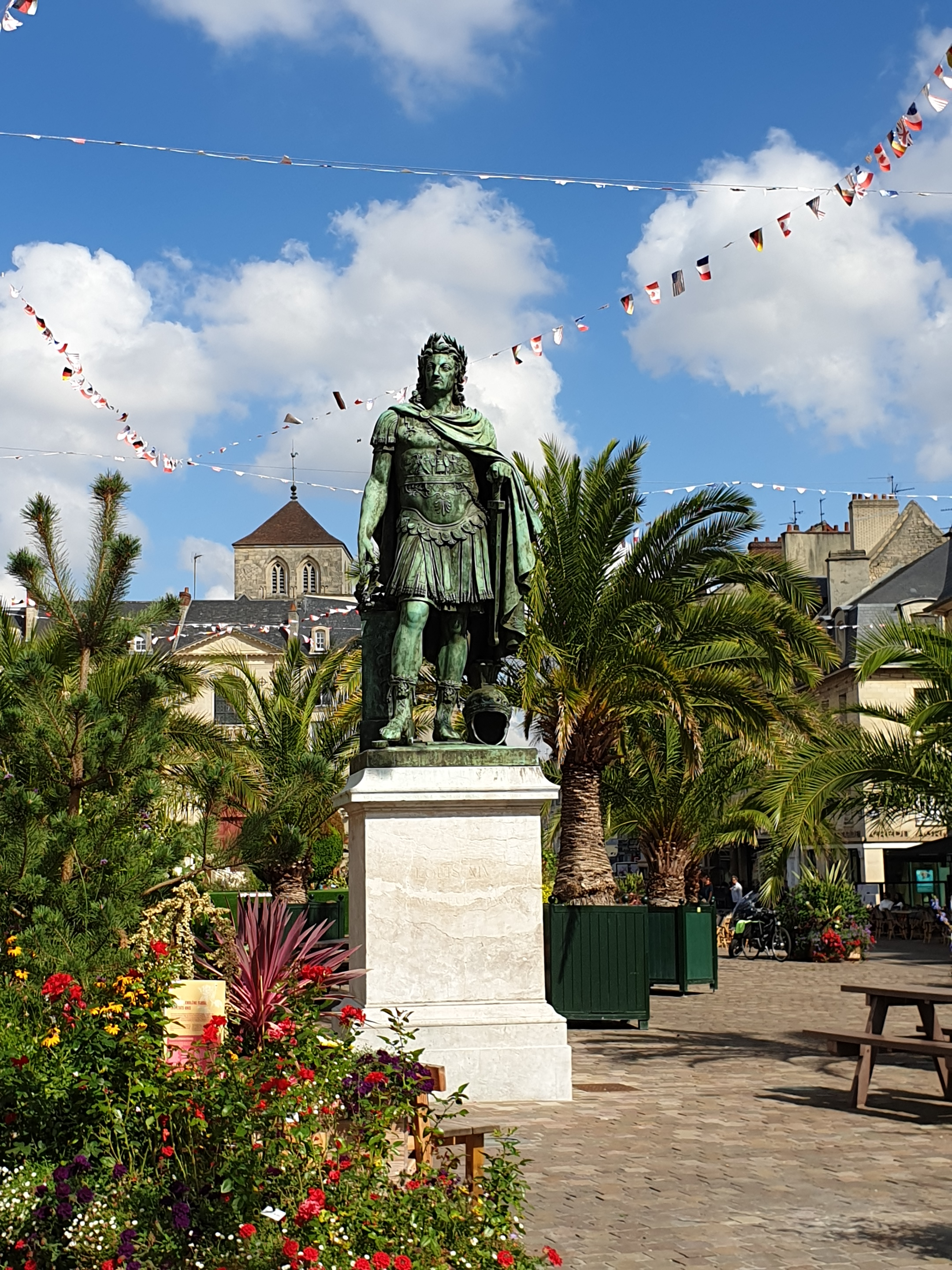
Vue d'ensemble de la statue en 2019.
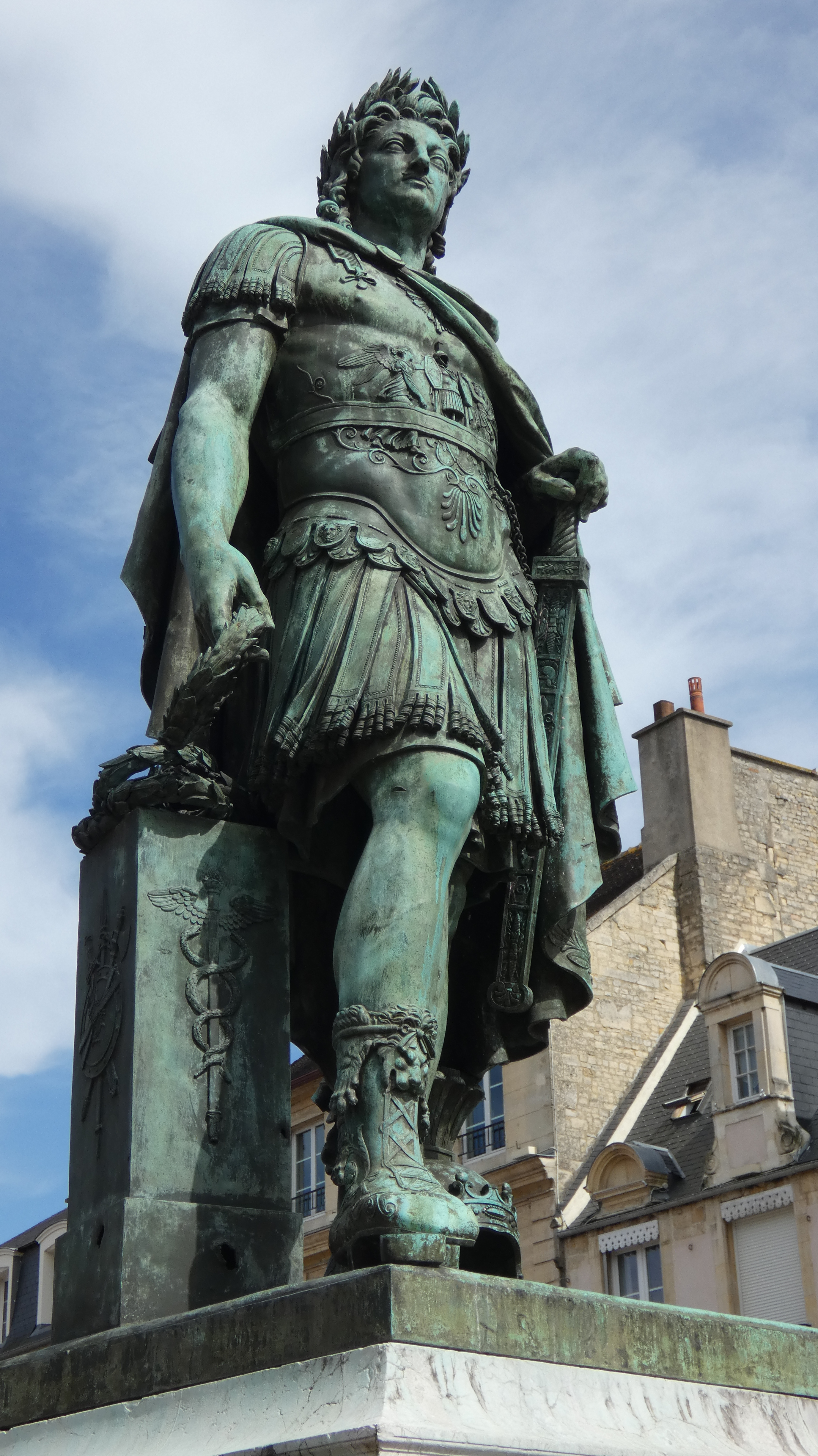
Face gauche de la statue en 2023.
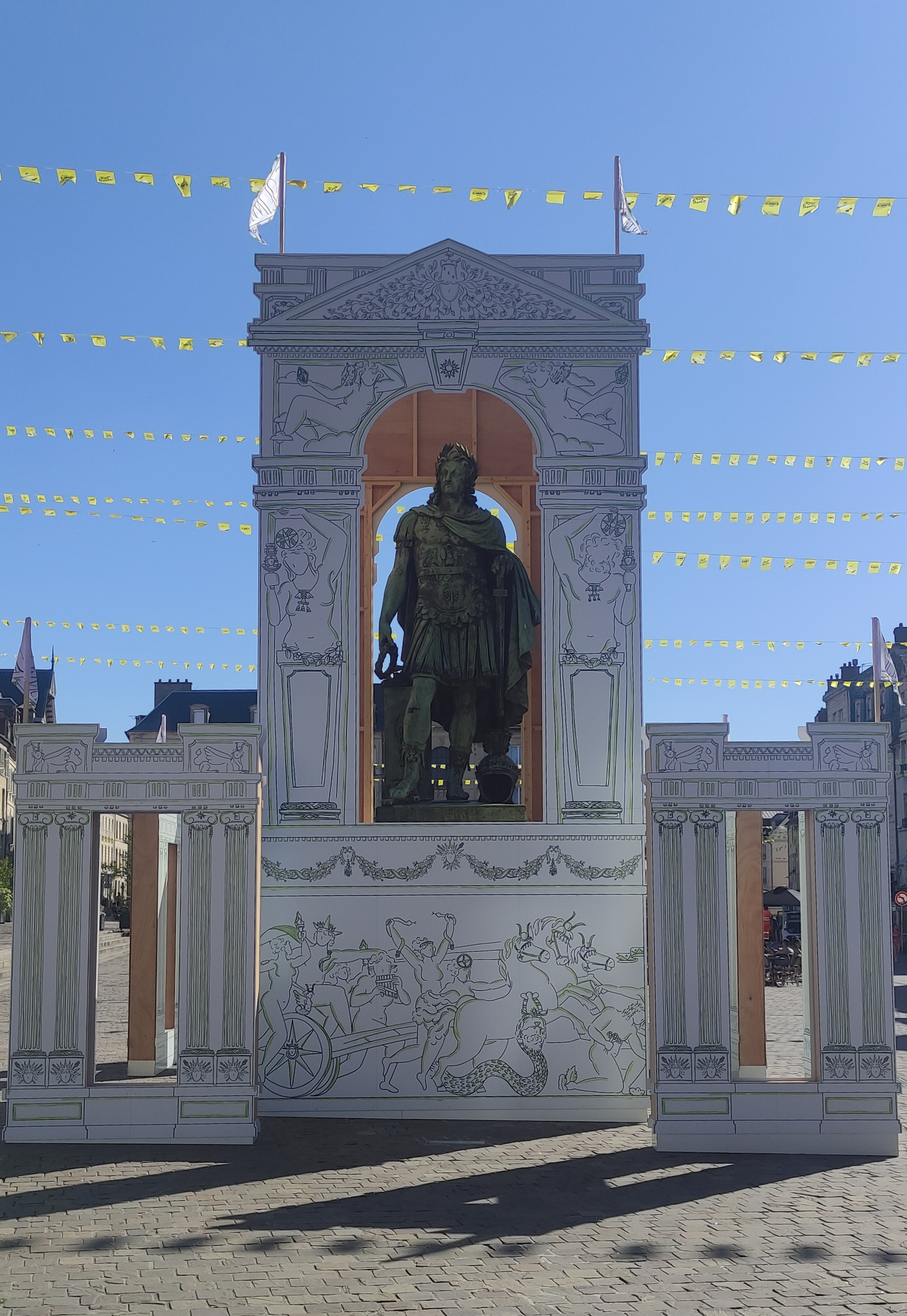
La statue entourée d'un arc de triomphe pendant le Millénaire de Caen en 2025.